# Don Saleski
Donald Patrick "Don" Saleski, född 10 november 1949, är en kanadensisk före detta professionell ishockeyforward som tillbringade nio säsonger i den nordamerikanska ishockeyligan National Hockey League (NHL), där han spelade för Philadelphia Flyers och Colorado Rockies. Han producerade 253 poäng (128 mål och 125 assists) samt drog på sig 629 utvisningsminuter på 543 grundspelsmatcher. Saleski spelade också för As de Québec och Richmond Robins i American Hockey League (AHL); Fort Worth Texans i Central Hockey League (CHL) samt Regina Pats, Winnipeg Jets och Saskatoon Blades i Canadian Major Junior Hockey League (CMJHL)/Western Canada Hockey League (WHL).
Han draftades av Philadelphia Flyers i sjätte rundan i 1969 års draft som 64:e spelare totalt, som Saleski vann Stanley Cup med  för säsongerna 1973–1974 och 1974–1975.
Efter spelarkarriären har han arbetat på höga chefsbefattningar för bland annat Aramark och SMG, innan han startade sitt eget företag som arbetar med att hjälpa andra företag att bli mer lönsamma.

## Statistik
| Källa: Utv = Utvisningsminuter | Källa: Utv = Utvisningsminuter | Källa: Utv = Utvisningsminuter |                           | Grundserie                | Grundserie                | Grundserie                | Grundserie                | Grundserie                |                           | Slutspel                  | Slutspel                  | Slutspel                  | Slutspel                  | Slutspel |
| Säsong                         | Lag                            | Liga                           | Matcher                   | Mål                       | Assist                    | Poäng                     | Utv                       | Matcher                   | Mål                       | Assist                    | Poäng                     | Utv                       |                           |          |
| ------------------------------ | ------------------------------ | ------------------------------ | ------------------------- | ------------------------- | ------------------------- | ------------------------- | ------------------------- | ------------------------- | ------------------------- | ------------------------- | ------------------------- | ------------------------- | ------------------------- | -------- |
| 1966–1967                      | Regina Pats                    | CMJHL                          | 38                        | 3                         | 2                         | 5                         | 6                         | 3                         | 0                         | 0                         | 0                         | 0                         |                           |          |
| 1967–1968                      | Regina Pats                    | CMJHL                          | 58                        | 6                         | 9                         | 15                        | 34                        | —                         | —                         | —                         | —                         | —                         |                           |          |
| 1968–1969                      | Regina Pats                    | SJHL                           | 40                        | 33                        | 25                        | 58                        | 117                       | —                         | —                         | —                         | —                         | —                         |                           |          |
| 1969–1970                      | Regina Pats                    | SJHL                           | Statistik ej tillgänglig. | Statistik ej tillgänglig. | Statistik ej tillgänglig. | Statistik ej tillgänglig. | Statistik ej tillgänglig. | Statistik ej tillgänglig. | Statistik ej tillgänglig. | Statistik ej tillgänglig. | Statistik ej tillgänglig. | Statistik ej tillgänglig. | Statistik ej tillgänglig. |          |
|                                | Winnipeg Jets                  | WCHL                           | 2                         | 1                         | 0                         | 1                         | 12                        | —                         | —                         | —                         | —                         | —                         |                           |          |
|                                | Saskatoon Blades               | WCHL                           | 3                         | 0                         | 1                         | 1                         | 4                         | —                         | —                         | —                         | —                         | —                         |                           |          |
| 1970–1971                      | As de Québec                   | AHL                            | 72                        | 9                         | 7                         | 16                        | 51                        | 1                         | 0                         | 0                         | 0                         | 0                         |                           |          |
| 1971–1972                      | Philadelphia Flyers            | NHL                            | 1                         | 0                         | 0                         | 0                         | 0                         | —                         | —                         | —                         | —                         | —                         |                           |          |
|                                | Richmond Robins                | AHL                            | 73                        | 22                        | 35                        | 57                        | 111                       | —                         | —                         | —                         | —                         | —                         |                           |          |
| 1972–1973                      | Philadelphia Flyers            | NHL                            | 78                        | 12                        | 9                         | 21                        | 205                       | 11                        | 1                         | 2                         | 3                         | 4                         |                           |          |
| 1973–1974                      | Philadelphia Flyers            | NHL                            | 77                        | 15                        | 25                        | 40                        | 131                       | 17                        | 2                         | 7                         | 9                         | 24                        |                           |          |
| 1974–1975                      | Philadelphia Flyers            | NHL                            | 63                        | 10                        | 18                        | 28                        | 107                       | 17                        | 2                         | 3                         | 5                         | 25                        |                           |          |
| 1975–1976                      | Philadelphia Flyers            | NHL                            | 78                        | 21                        | 26                        | 47                        | 68                        | 16                        | 6                         | 5                         | 11                        | 47                        |                           |          |
| 1976–1977                      | Philadelphia Flyers            | NHL                            | 74                        | 22                        | 16                        | 38                        | 33                        | 10                        | 0                         | 0                         | 0                         | 12                        |                           |          |
| 1977–1978                      | Philadelphia Flyers            | NHL                            | 70                        | 27                        | 18                        | 45                        | 44                        | 11                        | 2                         | 0                         | 2                         | 19                        |                           |          |
| 1978–1979                      | Philadelphia Flyers            | NHL                            | 35                        | 11                        | 5                         | 16                        | 14                        | —                         | —                         | —                         | —                         | —                         |                           |          |
|                                | Colorado Rockies               | NHL                            | 16                        | 2                         | 0                         | 2                         | 4                         | —                         | —                         | —                         | —                         | —                         |                           |          |
| 1979–1980                      | Colorado Rockies               | NHL                            | 51                        | 8                         | 8                         | 16                        | 23                        | —                         | —                         | —                         | —                         | —                         |                           |          |
|                                | Fort Worth Texans              | CHL                            | 19                        | 9                         | 6                         | 15                        | 18                        | 14                        | 5                         | 6                         | 11                        | 20                        |                           |          |
| NHL totalt                     | NHL totalt                     | NHL totalt                     | 543                       | 128                       | 125                       | 253                       | 629                       | 82                        | 13                        | 17                        | 20                        | 131                       |                           |          |
| AHL totalt                     | AHL totalt                     | AHL totalt                     | 145                       | 31                        | 42                        | 73                        | 162                       | 1                         | 0                         | 0                         | 0                         | 0                         |                           |          |
| CMJHL/WCHL totalt              | CMJHL/WCHL totalt              | CMJHL/WCHL totalt              | 101                       | 10                        | 12                        | 22                        | 56                        | 3                         | 0                         | 0                         | 0                         | 0                         |                           |          |